# 森里一大
森里 一大（もりさと いちだい、1954年12月7日 - ）は、日本の俳優。富山県出身。身長173cm。特技はフランス料理、野球。体重100kg。GMBプロダクションに所属していた。

## 出演

### 映画
- 鬼哭きの街（2007年） - 闇市の商人
- G（2008年）
- 容疑者Xの献身（2008年） - マル暴の刑事
- 艶恋師 放浪編 歌舞伎町 絶頂対決!!（2008年） - 棚橋
- うたかた（2008年） - 相沢章平
- 新宿インシデント（2009年）
- なくもんか（2009年）
- さらば愛しの大統領（2010年）
- 修羅の花道（2012年）
- 武蔵野S町物語（2012年） - 住職
- 任侠ヘルパー（2012年） - 青山
- 土竜の唄 潜入捜査官REIJI（2014年）
- 極道大戦争（2015年）
- 闇金ドックス9（2018年） - 四本松組組長 柳生タツヤ

### テレビドラマ
- 水曜ミステリー9 / 刑事の証明 第1作（2008年）
- 月曜ゴールデン
  - 萬屋長兵衛の隅田川事件ファイル 第1作（2008年）
  - 松本清張没後20年スペシャル・寒流（2013年）
  - 検事・沢木正夫 第2作（2014年） - 久能十一郎
- サラリーマン金太郎 第1期 第9・10話（2008年） - 氷室
- サギ師リリ子 第5話（2009年）
- リセット スペシャル（2009年）
- タイムスクープハンター シーズン1 第3話（2009年） - 徳念
- アタシんちの男子 第8話（2009年） - 左官屋
- 任侠ヘルパー（2009年） - 青山
- 水戸黄門 第40部 第15話（2009年） - 不動岩の万助
- ねこタクシー 第1話（2010年） - 太田郡司
- 任侠ヘルパー スペシャル（2010年） - 青山
- TAXMEN 第3話（2010年） - 屋台の店主
- 新・警視庁捜査一課9係 season3（2011年） - 谷崎剛三
- QP 第5話（2011年）
- 海賊戦隊ゴーカイジャー 第46話（2012年） - 運転手
- 陽だまりの樹 第3話（2012年）
- ハンチョウ〜警視庁安積班〜 シーズン5 第4話（2012年） - 情報屋
- 連続テレビ小説 / 梅ちゃん先生 第92話（2012年）
- GTO 第5話（2012年）
- PRICELESS〜あるわけねぇだろ、んなもん!〜 第1話（2012年）
- 黒い報告書 第2弾（2012年）
- 土曜ワイド劇場 / 救急救命士・牧田さおり 第9作（2013年） - 権藤健一
- DOCTORS 2 最強の名医 第6作（2013年） - 和尚
- 仮面ライダーウィザード 第14話（2013年） - 強面の男
- リーガル・ハイ 2 第10話（2013年）
- リバースエッジ 大川端探偵社 第5話（2014年）
- 獣医さん、事件ですよ 第8話（2014年）
- 相棒（2015年）
- ヤメゴク〜ヤクザやめて頂きます〜（2015年）
- 月曜名作劇場
  - オバチャン保険調査員 赤宮楓のマル秘事件簿（2017年）
  - 今野敏サスペンス 警視庁東京湾臨海署〜安積班（2019年） - 尾形治朗
- コードネームミラージュ（2017年）
- 浅田次郎 プリズンホテル（2017年）
- コールドケース2 〜真実の扉〜（2018年）
- 警視庁臨海署安積班（2020年）- 「赤シャツ」（闇カジノのオーナー）

### 配信ドラマ
- SICK'S 〜内閣情報調査室特務事項専従係事件簿〜（2019年） - ダメポネットTV社長

### Vシネマ
- 野望への挑戦（2008年） - 五代目藤堂組若頭補佐 佐橋組組長 佐橋達蔵
- むこうぶち7 高レート裏麻雀列伝 筋殺し（2009年） - 山口
- 帰ってきた侍戦隊シンケンジャー 特別幕（2010年） - 唐井
- 任侠沈没（2011年）
- 交渉人 堂本零時（2011年） - 佐藤
- 不良の神様〜瑠璃の鳴く頃に〜（2011年） - 棚木利男
- 新・まむしの兄弟 実録・岡中総業始末記（2011年） - 崔
- 凶という名の極道（2012年）
- 関東極道連合会 第一章（2014年） - ゲンダ先生
- 関東極道連合会 第三章・第五章（2015年） - 山富士組 渡部正則
- 破門組1・2（2015年） - 山王会執行部

### 舞台
- 月よりの侍（2007年） - 米治
- 新撰組 幕末に散った夢（2007年） - 篠原泰之進

### CM
- パチンコ セントラル（2009年）
- WOWOW（2009年）
- アサヒ飲料 WONDAモーニングショット（2011年）
- 日清食品 日清ラ王（2011年）
- freee（2017年）
- PlayStation Classic（2018年）
- サントリー ザ・プレミアムモルツ

### MV
- ゴクドルズ「恋して愛して養って」（2019年）

| スタブアイコン | サブスタブ | この項目は、まだ閲覧者の調べものの参照としては役立たない、俳優（男優・女優）に関連した書きかけの項目です。この項目を加筆・訂正などしてくださる協力者を求めています（P:映画/PJ芸能人）。 |